# Mercedes-Benz Vision EQS

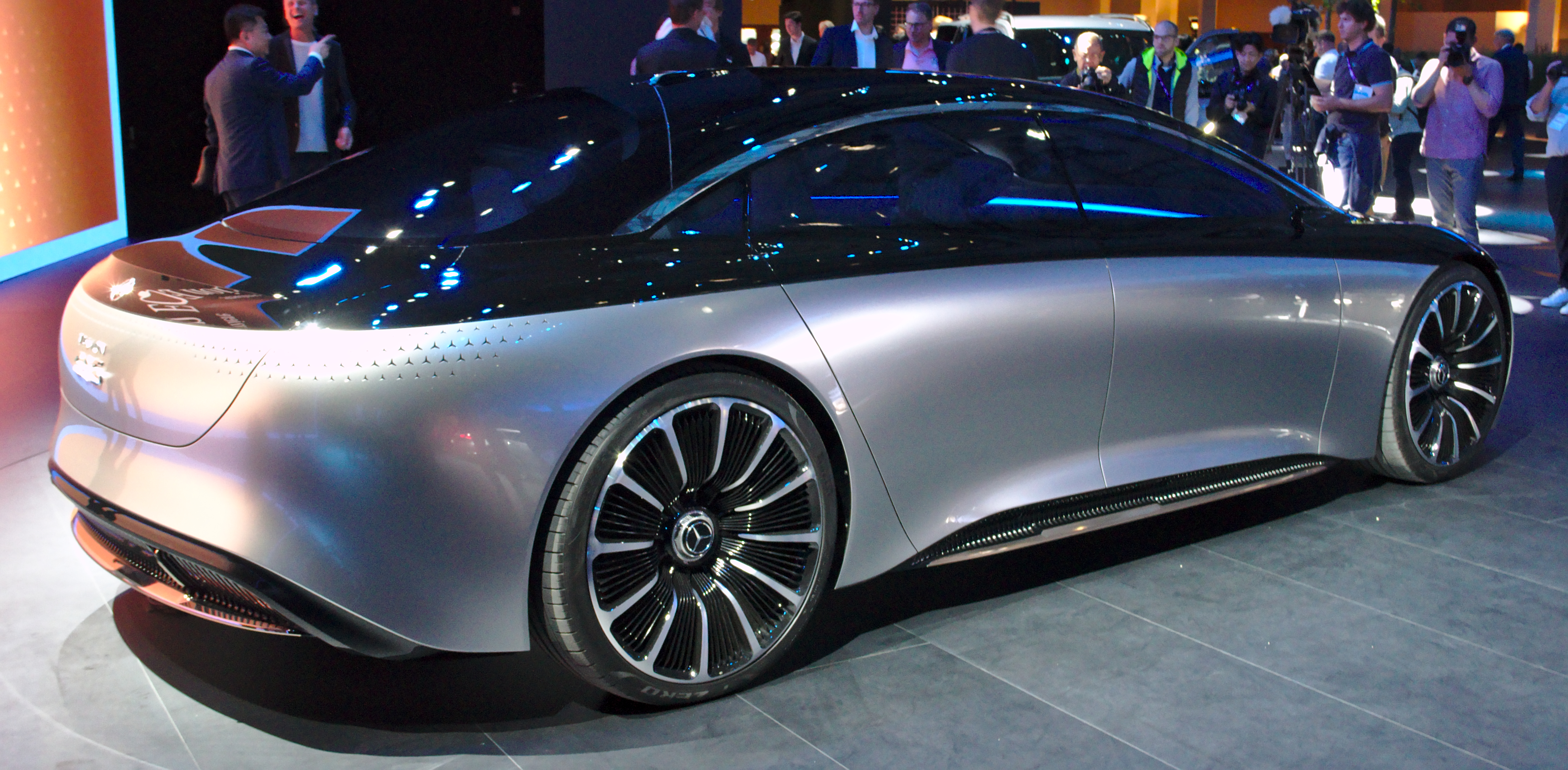
Heckansicht

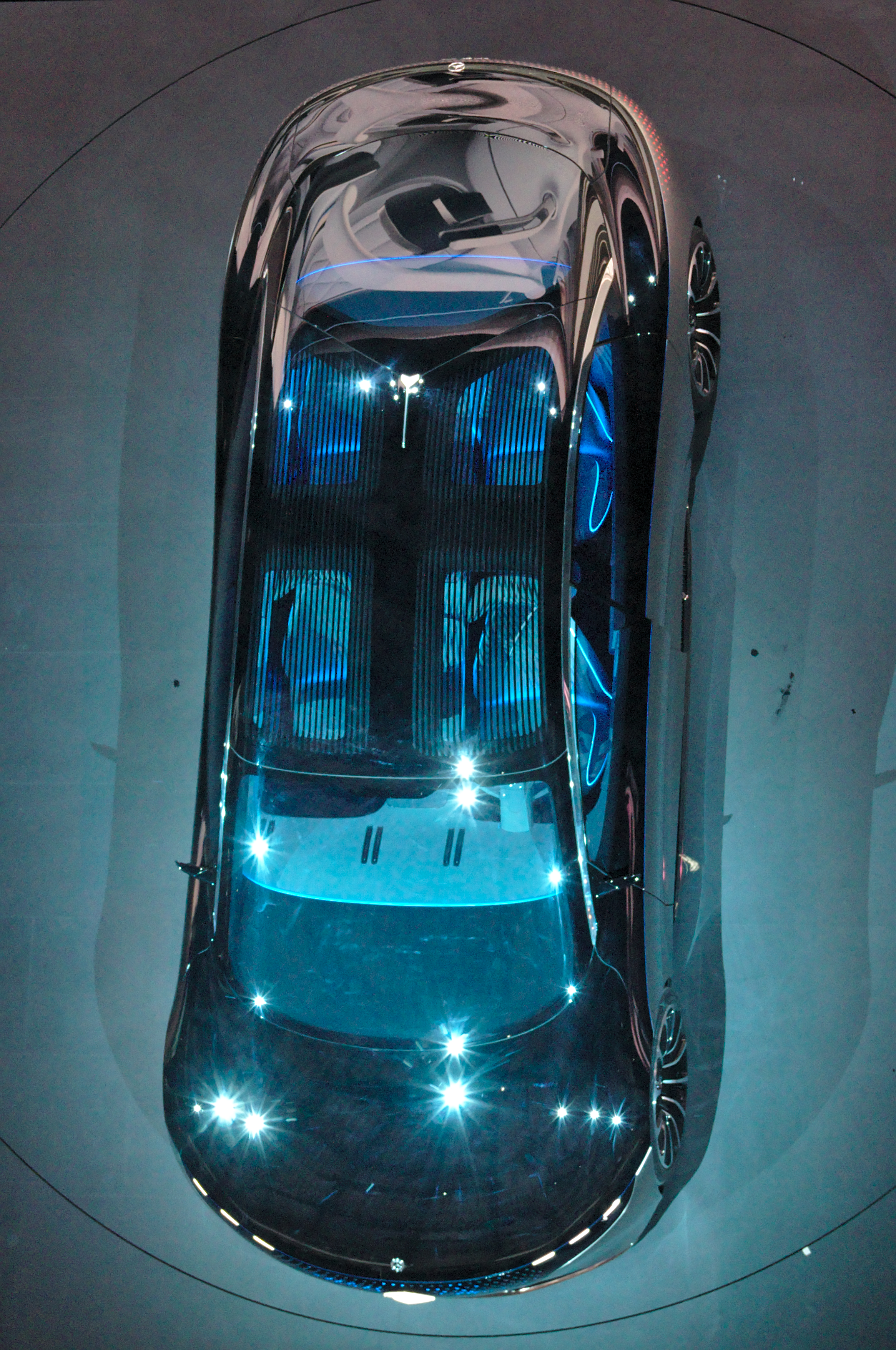

Der Mercedes-Benz Vision EQS ist ein batterieelektrisch angetriebenes Konzeptfahrzeug der Mercedes-Benz Group, das der Submarke Mercedes-Benz EQ zugeordnet wird. Es wurde erstmals im September 2019 auf der Internationalen Automobil-Ausstellung (IAA) in Frankfurt am Main vorgestellt. Das auf dem Konzept basierende Serienfahrzeug, der Mercedes-Benz EQS, wurde am 15. April 2021 der Öffentlichkeit präsentiert.

## Design
Das Fahrzeug ist in einem neuartigen Design gehalten: Die von Mercedes-Benz als „one-bow“ (dt. ein Bogen) vermarktete Karosserie löst sich von der klassischen Silhouette einer stufigen Limousine durch Kurven und nahtlose Übergänge zwischen den einzelnen Komponenten. Auffallend sind zudem eine sehr flache Dachlinie in Kombination mit großen 24-Zoll-Felgen. Die Heckleuchten sind erstmals fugenlos in die Karosserie integriert und bestehen aus 229 einzelnen LEDs, welche die Form des Mercedes-Sterns haben. Das Fahrzeug wird zudem komplett von einem Außenlichtband umzogen, das die Frontscheinwerfer mit der Heckleuchte beidseitig verbindet und den Betrieb in der autonomen Level-3-Funktionen auf der Autobahn anzeigen soll.

### Innenraum
Das Innenraumdesign orientiert sich an luxuriösen Yachten. Das nahtlos in den restlichen Innenraum übergehende Cockpit soll die Insassen „wie ein Bootsdeck“ umfließen. Die Sitze sind mit weißem Mikrofaserstoff in karoförmiger Struktur bezogen und der Bezug wird durch roségoldfarbene Zierelemente ergänzt. Durch eine Schrägstellung und leichte Verschiebung der Scheiben nach außen wird eine Vergrößerung des Innenraums erreicht.
Neben dem Cockpit besitzt das Fahrzeug zudem ein Touch-basiertes Display auf der Mittelkonsole. Analog zum Außenlichtband befindet sich auch im Innenraum ein Lichtband, das das komplette Fahrzeug durchzieht. Dieses wird als Connected Light bezeichnet und kann Informationen an die Insassen übermitteln.

## Technik

### Antrieb
Der Antrieb des Vision EQS ist vollelektrisch und besteht aus zwei an den Achsen angebrachten Elektromotoren. Diese leisten maximal mehr als 350 kW (476 PS) und beschleunigen das Fahrzeug mit insgesamt mehr als 760 Nm in weniger als 4,5 Sekunden von 0 auf 100 km/h. Die Reichweite wird mit 700 Kilometern (WLTP) angegeben. Mit 100 kWh hat der Vision EQS den größten jemals von Mercedes vorgestellten Akkumulator, der in „deutlich weniger als 20 Minuten“ wieder zu 80 % aufgeladen werden können soll.

### Projektionsscheinwerfer
Der Kühlergrill, vom Hersteller als Black-Panel-Grill vermarktet, besteht aus 940 einzelnen LEDs, die in Fünfergruppen ansteuerbar sind und eine Kommunikation mit anderen Verkehrsteilnehmern ermöglichen. In den Scheinwerfern findet die Digital-Light-Technik von Mercedes Anwendung, die durch Hologramm-Projektoren Symbole auf die Fahrbahn projizieren kann, beispielsweise um in Baustellen auf die eigene Spurbreite oder Gefahrenstellen hinzuweisen; es war schon in der Mercedes-Maybach S-Klasse (X 222) erhältlich.

### Infotainment, Sitzverstellung
Die elektrische Sitzeinstellung des Fahrers und Beifahrers werden durch Touch-Displays auf den Armlehnen realisiert. Dort können sich die Insassen mit ihrer individuellen Mercedes me-ID einloggen und auf gespeicherte Sitzeinstellungen zugreifen.
Das MBUX-System, das erstmals 2018 in der Baureihe 177 (A-Klasse) vorgestellt wurde, findet auch in diesem Konzeptfahrzeug in abgewandelter Form Anwendung.

## Materialien
Das Fahrzeug soll überwiegend aus nachhaltigen Materialien bestehen. So soll das Holz heimischen Wäldern entstammen, die Dekorstoffe aus Plastikmüll aus dem Meer gefertigt werden und die Mikrofaserstoffe aus recycelten PET-Flaschen entstehen. Im Armaturenbrett soll Riegelwuchs-Ahornholz verwendet werden. Die Karosserie besteht aus einem Materialmix aus Stahl, Aluminium und Carbon. Die Batteriezellen sollen in einem CO₂-neutralen Prozess teilweise aus 100 % erneuerbarer Energie hergestellt werden. Die einzelnen Zellen werden von der Daimler-Tochter Deutsche Accumotive zu Akkumulatoren gefertigt.